# Boerentoren
De Boerentoren (recenter ook: KB-toren of KBC-toren) is een in 1931 voltooid monumentaal bouwwerk in art-deco-stijl in het centrum van Antwerpen. Het is de eerste wolkenkrabber van Europa, en destijds daarmee het hoogste torengebouw van Europa.

## Kenmerken
De originele hoogte van de toren was 87,5 meter. In Antwerpen was alleen de Onze-Lieve-Vrouwekathedraal hoger, tot in 2019 de verhoogde Antwerp Tower nummer twee werd. Het torengebouw kreeg zijn (spot)naam vanwege de betrokkenheid van de toen nog Belgische Boerenbond die de bouwheer van het project, de Algemeene Bankvereeniging, controleerde.

## Geschiedenis

### De bouwheer

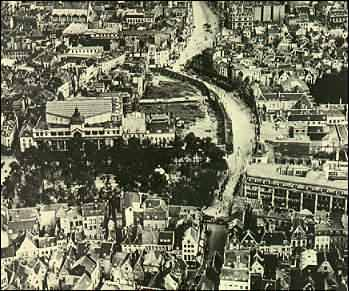
Luchtopname van de Groenplaats en het braakliggend gebied op de noordzijde van de Schoenmarkt, ca. 1928

Tijdens de Eerste Wereldoorlog was bij de belegering van Antwerpen in 1914 het huizenblok Schoenmarkt-Beddenstraat door de Duitsers in puin geschoten en een stuk braakland in het centrum van de stad geworden. In 1919 richtte de stad een wedstrijd in waaruit een ontwerp moest komen om dit stadsdeel opnieuw in te richten. In de jaren twintig was de stad onder leiding van burgemeester Frans Van Cauwelaert nog altijd op zoek naar een project om de Meir op een mooie manier af te sluiten ter voorbereiding van de wereldtentoonstelling die gepland was voor 1930. De stad wou het braakliggende terrein aan één partner verkopen, die ze vond in de Algemeene Bankvereeniging, een bank die samenwerkte met de Middenkredietkas die op haar beurt ressorteerde onder de Belgische Boerenbond. 
De “Middenkredietkas” ging in 1934 failliet, ze had een groot deel van haar liquiditeiten ingezet om de Algemeene Bankvereeniging te redden, er was een tekort van 930 miljoen BF. De spaargelden werden gedeeltelijk vergoed, maar dat gebeurde in verschillende fasen en het duurde 28 jaar. In de nasleep van dit debacle werd in 1935 de Kredietbank voor Handel en Nijverheid opgericht uit de Algemeene Bankvereeniging en de Kortrijkse bank voor Handel en Nijverheid. In Antwerpen werd dan ook gezegd dat het de ‘Boerentoren’ was omdat hij gebouwd was met het geld dat gestolen was van de boeren. 
Op 24 december 1931 werd de exploitatie overgedragen aan de dochtermaatschappij Mobezit waardoor de enorme investering van 40 à 50 miljoen uit de boeken van de Algemeene Bankvereeniging verdween. Mobezit werd overgenomen door de Kredietbank in 1965.

### De bouwgeschiedenis
Het terrein van 2.124,85 vierkante meter werd door de stad verkocht op 7 augustus 1928 voor de som van 7.200.000 frank en de verkoop werd goedgekeurd door de gemeenteraad op 28 augustus van dat jaar. Volgens de verkoopovereenkomst was de koper gehouden onmiddellijk op de grond te bouwen: 
De kooper is verplicht onmiddellijk op den te koop gestelden grond een monumentaal gebouw in den modernen bouwtrant op te richten dat in zijne groote lijnen, onder esthetisch op zicht zal opgevat worden volgens de aanduidingen van de schema's nummers een en twee die aan deze zullen gehecht blijven na erkentenis en waarmerking. 
Bij de realisatie van het torengebouw waren drie architecten betrokken. Emiel Van Averbeke, hoofdbouwmeester van Antwerpen, adviseerde in naam van de stad. Jan Vanhoenacker werd aangesteld als bouwmeester en hij liet zich assisteren door  Jos Smolderen die vooral voor de binneninrichting en de gevelarchitectuur zou instaan. Wie het concept maakte dat aangehecht was aan de verkoopakte is nog steeds geen uitgemaakte zaak. Uit de debatten op de gemeenteraadszitting van 1928 zou men kunnen opmaken dat dit Van Averbeke moet geweest zijn, maar er zijn geen materiële bewijzen voorhanden. Volgens recent onderzoek zou het voorontwerp van de hand van Jos Smolderen zijn.

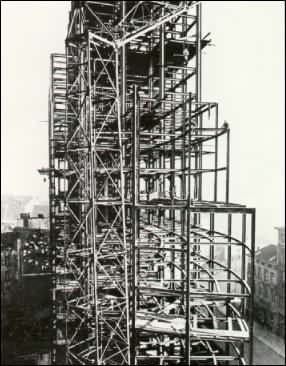
Stalen frame gebouwd door de firma Demag, ca. 1929

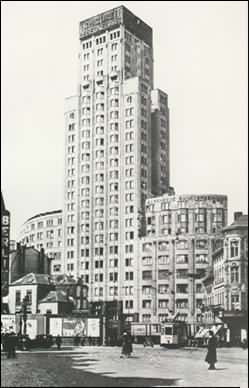
Het voltooide torengebouw, tussen 1932 en 1934

Als aannemer van de werken werd de Willebroekse firma Société Anonyme d'Entreprises anciennement Dumon & Vander Vin gecontracteerd. De bouw begon in februari 1929 met het uitgraven van de bouwput en het leggen van de funderingen. Men koos voor een massieve ondoordringbare funderingsplaat onder het ganse gebouw. De plaat is twee meter dik onder de toren en één meter onder de zijvleugels. Op 25 oktober van datzelfde jaar begon men met het bouwen van het stalen geraamte dat het gebouw moest dragen. De staalbalken werden met elkaar verbonden met schroeven en klinknagels. Het skelet bestond uit pijlers op afstanden van 3,5 tot 5m van elkaar geplaatst. Ze werden verbonden met dwarsliggers. De bouw van het skelet werd uitgevoerd door de firma Demag uit Duisburg en was afgerond in maart 1930. Men kon daarna beginnen met het plaatsen van de betonnen vloerbalken en het metselen van de muren in Boomse baksteen. Voor de buitenbekleding werd holle Mölersteen gebruikt. De muren waren niet dragend maar deden louter als wandvulling dienst. De ruimte tussen binnen- en buitenbekleding werd gebruikt voor de nutsleidingen. Boven de zwart marmeren hoofdingang werden acht bronzen art-deco beelden van Arthur Pierre aangebracht.
Op 1 september 1930 waren de winkels op de gelijkvloerse verdieping aan de Schoenmarkt klaar en op 15 december werd de brasserie Torenkelder geopend. Tegen het najaar van 1931 was het grootste gedeelte van de kantoren en appartementen verhuurd. Het gebouw werd opgeleverd op 24 december 1931. De panoramazaal op de 24e verdieping werd geopend voor het publiek op 19 maart 1932 en op 29 maart nam de bank haar intrek in de nieuwe kantoren.

### Restauratie en herbestemming
Tot 1969 wijzigde er weinig of niets aan het torengebouw, maar in 1970 werd begonnen met de restauratie en werd een nieuwe vleugel langs de Eiermarkt toegevoegd. Die vleugel had, volgens het originele contract, samen met het hoofdgebouw moeten gebouwd worden maar werd niet gerealiseerd door de financiële problemen van de bank.
De Boerentoren kreeg, bij koninklijk besluit, op 17 juli 1981 de status van ‘beschermd monument’.
Eind 2020 raakte bekend dat de Katoen Natie van ondernemer Fernand Huts eigenaar werd van de Boerentoren. Daarom werd de toren in de media gekscherend de Huts Tower genoemd. De aankoop en de renovatie werden begroot op 120 miljoen euro. Het is de bedoeling de toren grondig te laten saneren door vastgoedontwikkelaar ION, door onder meer verborgen asbestcementen delen te verwijderen, en hem daarna om te vormen tot een cultuurtempel. Het gebouw krijgt een multifunctionele bestemming met een culturele invulling, onder de vorm van tentoonstellingsruimtes voor langdurige en tijdelijke expo's, een beeldentuin en boekhandels, maar ook horeca, woningen, winkels en kantoren. De bovenste verdieping zal toegankelijk zijn voor bezoekers om te genieten van een panoramisch zicht op de stad. De werken startten in de zomer van 2021. Het slopen en saneren zou 36 maanden duren; de oplevering werd voorzien tegen 2026. Eind 2022 werd een termijn van zes jaar (drie jaar saneren, drie jaar nieuwe delen bouwen) vooropgesteld.
Op 18 augustus 2022 brak er een korte, hevige brand uit op de vierde verdieping van het torengebouw langs de kant van de Eiermarkt. Daarbij werd geen noemenswaardige schade veroorzaakt.
In november 2022 ontstond er controverse over het nieuwe ontwerp van de toren na de verbouwing. Daniel Libeskind won de wedstrijd die Huts had georganiseerd om een architect te selecteren. Zijn opvallende voorlopige ontwerp, een voorstel waarvoor nog geen vergunningen werden goedgekeurd, maakte veel reacties los. Daarom besloot Vlaams minister voor Onroerend Erfgoed, Matthias Diependaele, na overleg om een stuurgroep op te richten die de plannen voor renovatie zal evalueren. Het ontwerp in kwestie voegt onder andere een nieuw, futuristisch uitziend deel toe aan de iconische art-decotoren. Het gaat om een glazen constructie (de "boeg") tegen de noordkant en een glazen kroon aan de top. Daarin worden ook beplantingen gepland.
In april 2023 kocht de kunststichting van eigenaar Fernand Huts het skelet van een T-rex (TRX-293), dat hij in de Boerentoren wil tentoonstellen na de renovatie van het gebouw.
In december 2024 werd een aanvraag gedaan om de top van de Boerentoren af te breken wegens stabiliteitsproblemen. De uitbreiding van 1975 met de kubusvormige top met het KBC-logo, alsook de panoramaruimte eronder zouden dan terug verdwijnen. De toren zou dan volgens de aanvraag tijdelijk slechts 86,4 m hoog worden. Bij de verbouwing van de rest van de toren zal nadien een nieuw volume in de plaats komen.

## Enkele cijfers
- Hoogte:
  - 87,5 m: De originele hoogte in 1931.
  - 100 m: De hoogte in 1954 na de bouw van een relaiszender van het toenmalige NIR; 112,5 m als men de antennes meerekende.
  - 95,75 m: De hoogte sedert de verbouwing van de top in 1975-1976.

- Uitgravingen: 7.000 m³
- Geraamte: 3.400 ton staal
- Betonijzer: 500 ton

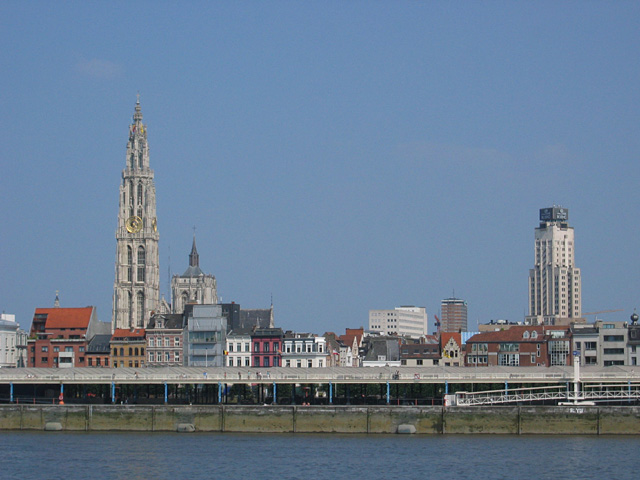
De skyline van Antwerpen met rechts de Boerentoren

- Farco-metaal (bekisting van het vloerbeton): 18.500 m²
- Klinknagels: 430.000
- Bouten: 180.000
- Boomse baksteen: 3.500.000 stuks
- Mölersteen: 6.000 m²
- Schwenstein-steen voor de binnenmuren: 350.000 stuks
- Witte Bourgondische steen: 1.400 m³
- Cement 3.550 ton
- Plaaster: 200 ton
- Rijnkiezel: 5.000 m³
- Rivierzand: 6.000 m³
- Stalen ramen: 2.000 m²

## Interieur

### Algemeen

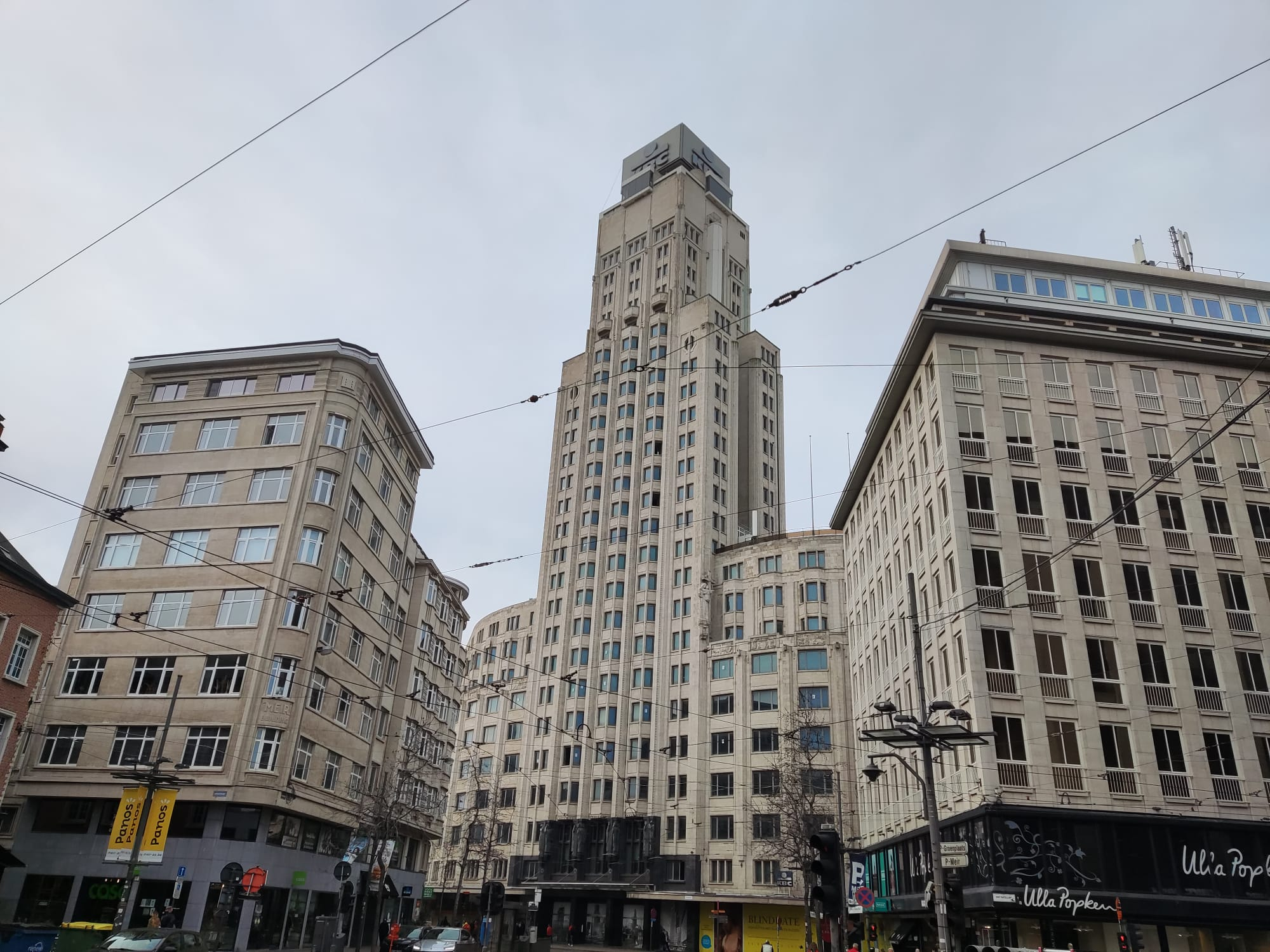
De Boerentoren gezien vanop de Meir

De Boerentoren was gepland als een multifunctioneel gebouw met ruimte voor de kantoren van de bank, winkels en horecazaken, maar in  essentie was het gebouw bedoeld als een woontoren met appartementen. Op de gelijkvloerse verdieping was er de lokettenzaal van de bank. Deze zaal was twee verdiepingen hoog en werd op de eerste verdieping omringd door een galerij met kantoren. Het plafond werd uitgewerkt als een grote lichtkoepel. Vanuit de lokettenzaal leidde een brede trap met een leuning van verchroomd koper naar de kluizen in de kelder.
In de kelder was er een grote brasserie de Torenkelder gevestigd maar ook op de negende en tiende verdieping was er een twee verdiepingen hoge zaal waarin een restaurant-tearoom gevestigd was. Op de eerste verdieping, bereikbaar via een monumentale trap, bevond zich de befaamde tearoom Cuperus ingericht als een Chinees salon.
De rest van de toren bestond uit appartementen. De verdiepingen werden ingedeeld naar de wensen van de klanten het aantal appartementen per verdieping was dus variabel, er zijn bijna geen plannen van de indeling teruggevonden. De toren bleef zijn woonfunctie behouden tot in 1968. Na de ingrijpende restauratie onder leiding van Léon Stynen werd de Boerentoren een echt kantoorgebouw, volledig ingenomen door de bank, met uitzondering van enkele winkels op het gelijkvloers. Oorspronkelijk was het bankgedeelte beperkt tot de loketzaal en de kantoren eromheen op de gelijkvloerse verdieping, een aantal kantoren op de eerste verdieping langs de kant van de Beddenstraat en de kluizen in de kelder. Op de derde verdieping werd een auditorium met ca. 400 zitplaatsen ingericht met een bijhorend foyer.

### Waterreservoir
Voor de bevoorrading van de toren zelf en als voorraad bij eventuele bluswerkzaamheden werd op de 25e verdieping een gigantische koperen waterbak voorzien met een inhoud van 230 m³. Het waterpeil wordt continu op niveau behouden bij middel van elektrische pompen in de onderkelders. Voor het koperen reservoir werden 900 m² koperplaat gebruikt met een totaal gewicht van 7 ton.

### Panoramazaal

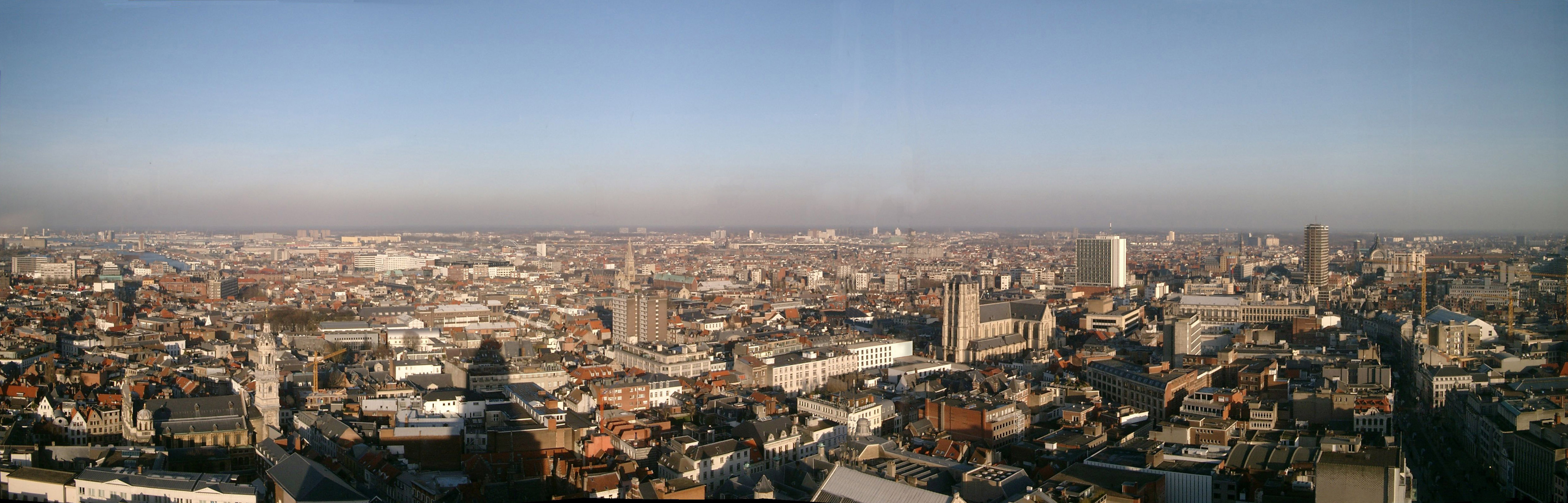
Zicht vanuit de Boerentoren